# Argo (ATV)

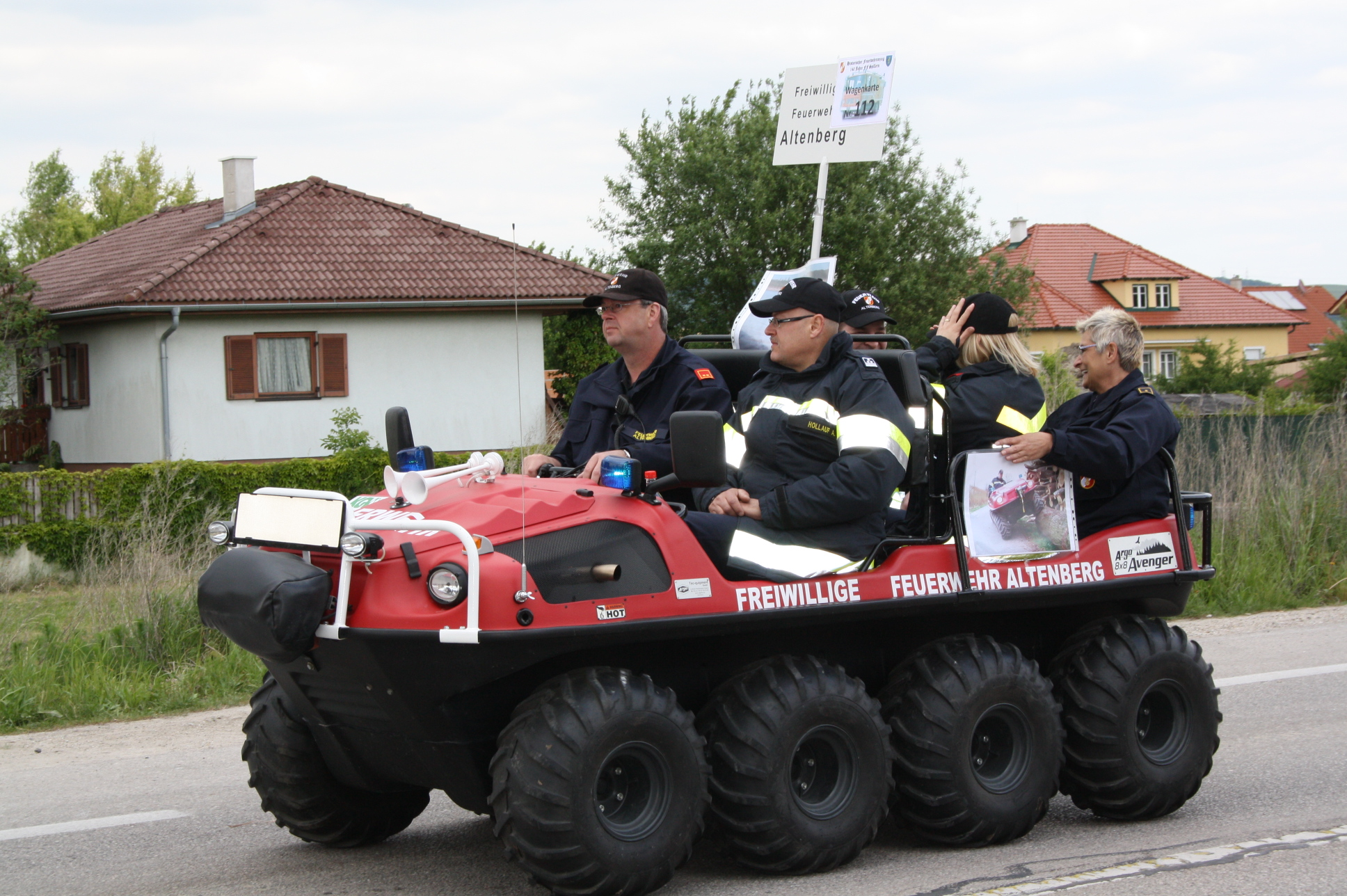
Een 8-wiels Argo Avenger

Argo is een Canadese fabrikant van 6x6 en 8x8 amfibie- en All-terreinvoertuigen. Het bedrijf werd opgericht in 1962 en is gevestigd in New Hamburg, Ontario.